# Жълтогърбо цезио
Жълтогърбите цезии (Caesio xanthonota) са вид актиноптери от семейство Caesionidae.
Те са незастрашен вид.
Таксонът е описан за пръв път от Питер Блекер през 1853 година.